# Särkitievats naturreservat
Särkitievats naturreservat är ett naturreservat i Pajala kommun i Norrbottens län.
Området är naturskyddat sedan 2021 och är 33 kvadratkilometer stort. Reservatet ligger nordväst om Muodoslompolo och omfattar de flacka bergen Muosselkä, och Vittaselkä samt ås- och hedlandskapet Särkitieva. Det består av tallskog och på topparna av barrblandskog med inslag av fjällbjörk.